# Rijksheerlijkheid Hohenwaldeck
Hohenwaldeck was een tot de Beierse Kreits behorend rijksgraafschap binnen het Heilige Roomse Rijk.
De heren van Waldeck bouwden aan het oostelijk eind van de Schliersee in de dertiende eeuw een burcht, die in de vijftiende eeuw werd verlaten. Een ministerialengeslacht uit het prinsbisdom Freising, dat zich naar Parsberg, Wallenburg en Waldeck noemde wist in de loop der tijd een territorium op te bouwen. Deze heerlijkheid werd in toenemende mate onafhankelijk van de Beierse gerechten. 
In 1476 erkende keizer Frederik III de heerlijkheid de facto als rijksvrij. De Beierse hertogen bleven echter druk uitoefenen om een eind te maken aan de onafhankelijkheid van Hohenwaldeck. 
Na het uitsterven van de heren van Hohenwaldeck omstreeks 1520 werd de heerlijkheid door de vrijheren van Maxlrain geërfd. Zij wisten in 1523 een eind te maken aan de leensafhankeijkheid van het prinsbisdom Freising. 
De invoering van de reformatie werd in 1559 door het Salzburger Verdrag door Beieren verhinderd. In dit verdrag werd ook vastgelegd dat na het uitsterven van de vrijheren van Maxlrain de heerlijkheid aan Beieren zou vallen. In 1583 werd het land door Beierse troepen bezet om de Reformatie ongedaan te maken. 
In 1636 werden de vrijheren van Maxlrain tot rijksgraaf verheven.
Na het uitsterven van de vrijheren van Maxlrain in 1734 viel de heerlijkheid aan het keurvorstendom Beieren. Beieren hield het bestuur van de heerlijkheid in stand. Bestuurscentrum was Miesbach.